# Atypophthalmus (Atypophthalmus) polypogon
Atypophthalmus (Atypophthalmus) polypogon is een tweevleugelige uit de familie steltmuggen (Limoniidae). De soort komt voor in het Afrotropisch gebied.